# Báo đen

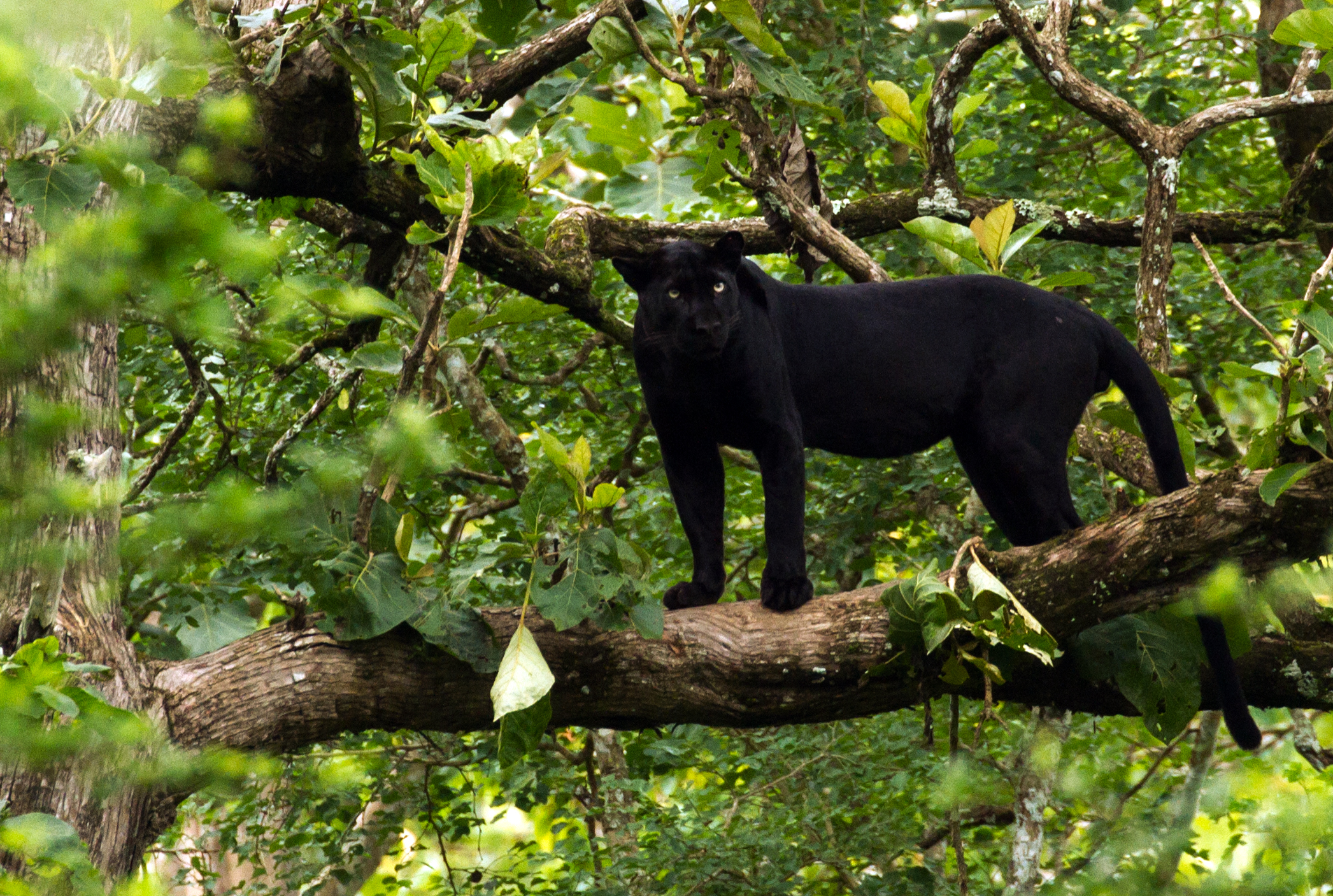
Một con báo đen ở Ấn Độ

Báo đen hay hắc báo hay còn gọi là beo là một dạng biến dị di truyền xảy ra đối với một vài loài mèo lớn. Các cá thể này có màu đen do mang đột biến gen liên quan đến quá trình chuyển hóa melanin. Biến dị này sẽ có thể đem lại một vài ưu thế chọn lọc cho các cá thể sinh sống trong những khu vực có mật độ rừng dày dặc, mức chiếu sáng rất thấp. Đây không phải là một loài riêng vì không có sự cách ly giao phối với các nhóm khác. Trong một lứa của cặp báo bố mẹ bình thường có thể sinh ra các cá thể mang và không mang đột biến. Biến dị này phổ biến ở báo đốm (Panthera onca) và báo hoa mai (Panthera pardus).